# Kozliv
Kozliv (ucraïnès: Козлів; Polish: Kozłów; ídix: קאָזלעוו) és un assentament de tipus urbà al raion de Ternòpil de la província de Ternòpil a l'oest d'Ucraïna. Acull l'administració de l'assentament de Kozliv hromada, una de les hromades d'Ucraïna.
Població: 1.778 (2021 est.).
El nom Kozliv prové del substantiu ucraïnès kozel, que significa cabra.

## Història
Kozliv es va fundar per primera vegada el 1467.
Durant la Segona Guerra Mundial va estar sota ocupació alemanya del 1941 al 1944.
El 1952, era un poble, hi havia una destil·leria, una escola primària, una escola secundària, una estació de tractors de màquines i un Palau de la Cultura.
Va adquirir la condició d'assentament de tipus urbà l'any 1961.
El gener del 1989 la població era de 2.041 persones.
El gener del 2013 la població era de 1.846 persones.
Fins al 18 de juliol del 2020, Kozliv pertanyia al raion de Kozova. El raion va ser abolit el juliol del 2020 com a part de la reforma administrativa d'Ucraïna, que va reduir el nombre de raions de l'oblast de Ternòpil a tres. L'àrea del Raion Kozova es va fusionar amb el Raion de Ternòpil.

## Transport
Una estació de tren es troba a 14 km de Kozliv.